# Revolta dos Generais

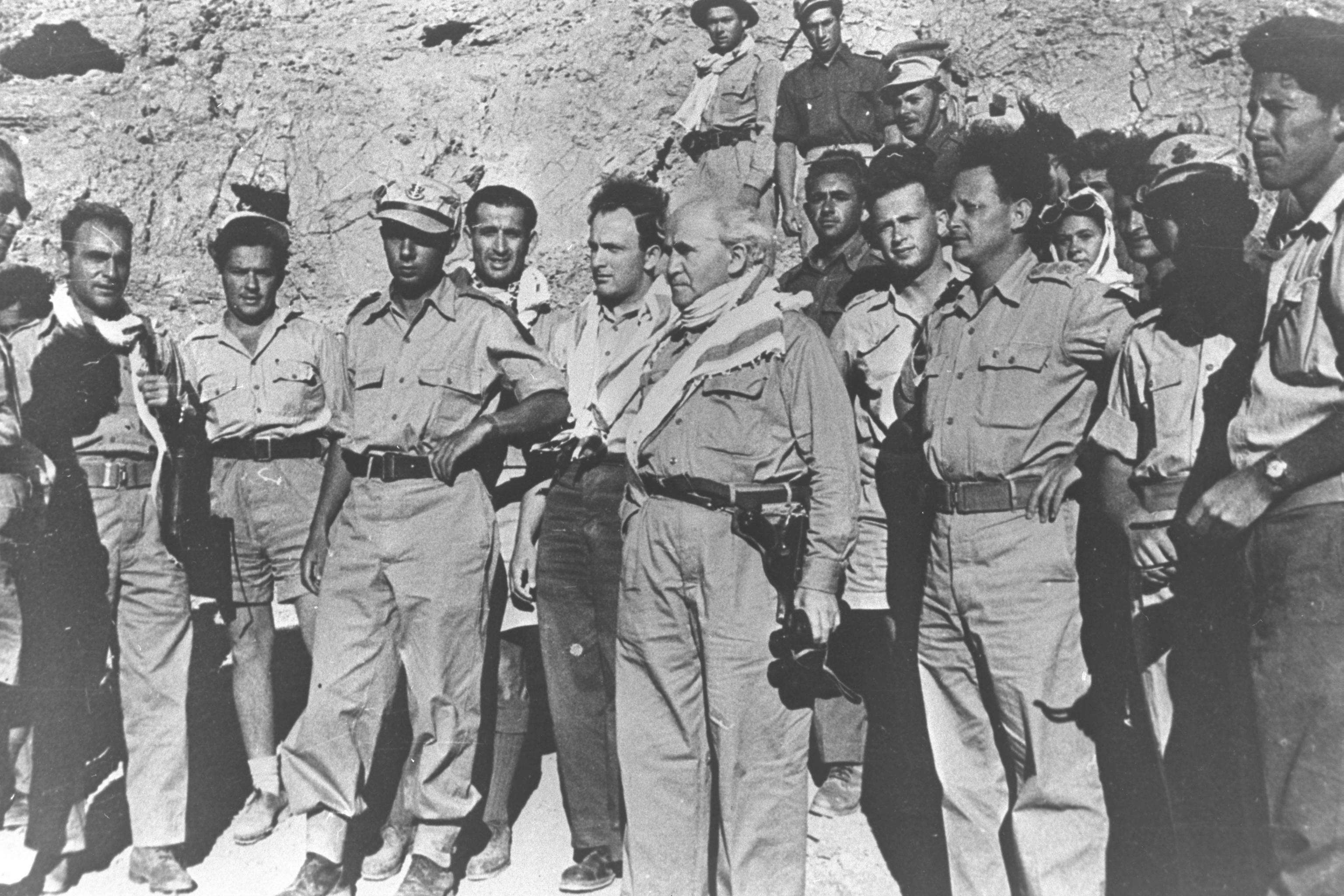
Ben Gurion (segurando binóculos) em 1948. Atrás dele está Yitzhak Rabin ; à sua esquerda está Yigal Allon.

A Revolta dos Generais foi uma série de confrontos entre David Ben-Gurion e generais das recém-formadas Forças de Defesa de Israel (FDI) em 1948, às vésperas do estabelecimento do Estado de Israel.
O pano de fundo da disputa foi a insistência de Ben Gurion em ter comandantes de seu próprio partido, o Mapai, nomeados para cargos importantes nas FDI. Centrava-se principalmente em Israel Galili, o Chefe do Comando Nacional do Mapam, que finalmente foi destituído por Ben-Gurion em junho, no meio da Guerra Árabe-Israelense de 1948.

## História

### Planos de Ben-Gurion para o exército
Ben-Gurion tinha três objetivos:
1. Substituir as estruturas existentes no Yishuv para o controle sobre o Haganah e substituí-las por uma cadeia de comando centralizada.
2. Dissolver unidades ligadas a movimentos políticos e criação dum exército nacional unificado
3. Construir um exército baseado no modelo do Exército Britânico, rompendo com a tradição de "exército revolucionário" do Palmach.

Em 1946, Ben-Gurion tentou nomear apoiadores leais para os escalões superiores do Haganah, mas não teve sucesso. No ano seguinte, houve um debate dentro do establishment de defesa sobre que tipo de força armada que o Yishuv deveria ter no conflito previsto. Ben-Gurion propôs uma organização inteiramente nova para substituir o Haganah, modelada no Exército Britânico. Essas novas ideias chocaram a liderança do Haganah. O Haganah não estava ativo desde que se retirou da ação direta contra as autoridades britânicas em julho de 1946, e a crise ameaçou o moral dentro das unidades do Haganah. Em vez de danificar as estruturas existentes, Ben-Gurion permitiu que suas ideias fossem abandonadas.

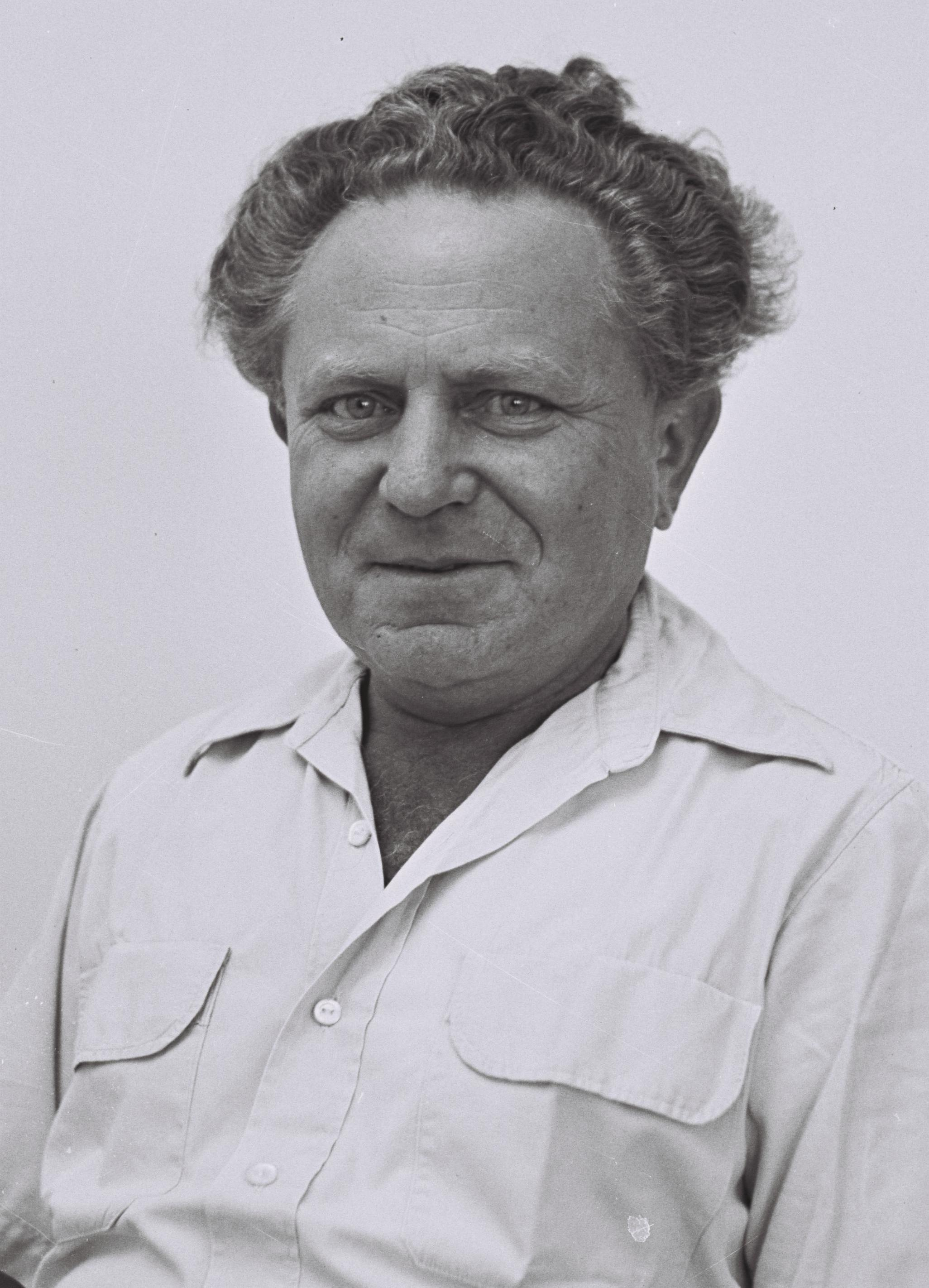
Yisrael Galili

### Demissão de Galili
Em abril de 1948, enquanto o Chefe do Estado-Maior, Yaakov Dori, estava ausente devido a problemas de saúde, Ben-Gurion tomou a decisão de abolir o cargo de Chefe do Comando Nacional e dar a si mesmo, como Ministro da Defesa, controle direto sobre o Estado-Maior Geral. Este cargo foi ocupado por Yisrael Galili, um dos líderes do Mapam, os rivais pró-soviéticos do partido Mapai de Ben-Gurion. Em 26 de abril, Ben-Gurion notificou Galili da decisão. Depois que Galili levantou objeções, em 3 de maio, Ben-Gurion emitiu uma carta oficial:
"O cargo de chefe do comando nacional é abolido e a nomeação de Israel Galili para o cargo é encerrada. O estado-maior das forças de segurança receberá a partir de agora suas instruções exclusivamente do diretor de segurança [o próprio Ben-Gurion] ou seu representante."
A maioria dos oficiais superiores das FDI naquela época era do Mapam, e a resposta de vários deles foi ameaçar renunciar. O jornal de Mapam, o Al HaMishmar, previu que o resultado seria "uma ditadura pessoal". Em 6 de maio, a liderança do Haganah apresentou a Ben-Gurion um ultimato:
"Os chefes dos departamentos consideram essencial restaurar [Yisrael Galili] em seu posto até que os arranjos finais sejam feitos. Se este assunto não for resolvido nas próximas 12 horas, os chefes de departamentos deixarão de se considerar responsáveis pela condução das questões."

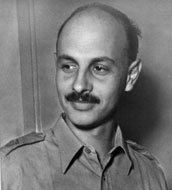
Yigael Yadin.

Ben-Gurion recusou-se a reintegrar Galili, mas aceitou um acordo segundo o qual Galili era membro do Estado-Maior Geral, mas com funções não especificadas e as demissões ameaçadas foram retiradas.

### Segunda etapa
Em junho de 1948, Ben-Gurion tentou novamente. Ele propôs reorganizar o Haganah para dar às FDI um comando unificado construído em quatro zonas de batalha. Um motivo subjacente para as mudanças foi expurgar o QG das FDI dos oficiais do Mapam. Em resposta, em 24 de junho, o Chefe do Estado-Maior em exercício, Yigael Yadin e um grupo de oficiais do estado-maior apresentaram um plano para a reestruturação, que incluía suas sugestões sobre quem deveria estar no comando de cada um dos quatro Comandos. Yadin não era do Mapam, mas três das quatro nomeações sugeridas eram.
Ben-Gurion apresentou contra-sugestões, com três veteranos do Exército Britânico como chefes de departamento no Estado-Maior: incluindo Mordechai Makleff, de 28 anos, como comandante do Comando Oriental e Moshe Dayan como comandante de Jerusalém. Yadin juntou-se aos membros do Mapam para acusar Ben-Gurion de interferência política no exército, com foco particular em Makleff, considerado inexperiente. Um grupo de generais liderados por Yadin apresentou suas renúncias. Estes incluíram os generais do Mapam Cohen (Ben Hur), Zvi Ayalon e Galili.
Em uma tempestuosa reunião de gabinete, Ben-Gurion aceitou a criação de um comitê de cinco homens chefiado pelo ministro do Interior Yitzhak Gruenbaum para considerar a estrutura do alto comando, com a condição de que Galili fosse demitido. Durante suas sessões secretas, o comitê ouviu reclamações sobre a "intervenção incessante em decisões operacionais" de Ben-Gurion, como nos recentes ataques a Latrun. Na mídia, Mapam acusou Ben-Gurion de atacar o Palmach. O comitê propôs que deveria haver um gabinete de guerra multipartidário e que deveria haver dois diretores-gerais de partidos diferentes: um entre Ben-Gurion e o Ministro da Defesa, e outro entre Ben-Gurion e o exército. Faltando oito dias para o fim da primeira trégua, Ben-Gurion anunciou sua renúncia como primeiro-ministro e como ministro da Defesa. Nas negociações que se seguiram, o gabinete concordou em retirar as recomendações do comitê e Ben-Gurion desistiu de suas sugestões de nomeação e de sua ameaça de renúncia. Galili foi removido de todas as posições de influência e Ben-Gurion permaneceu como comandante supremo.